# Phaeton (carrosserievorm)

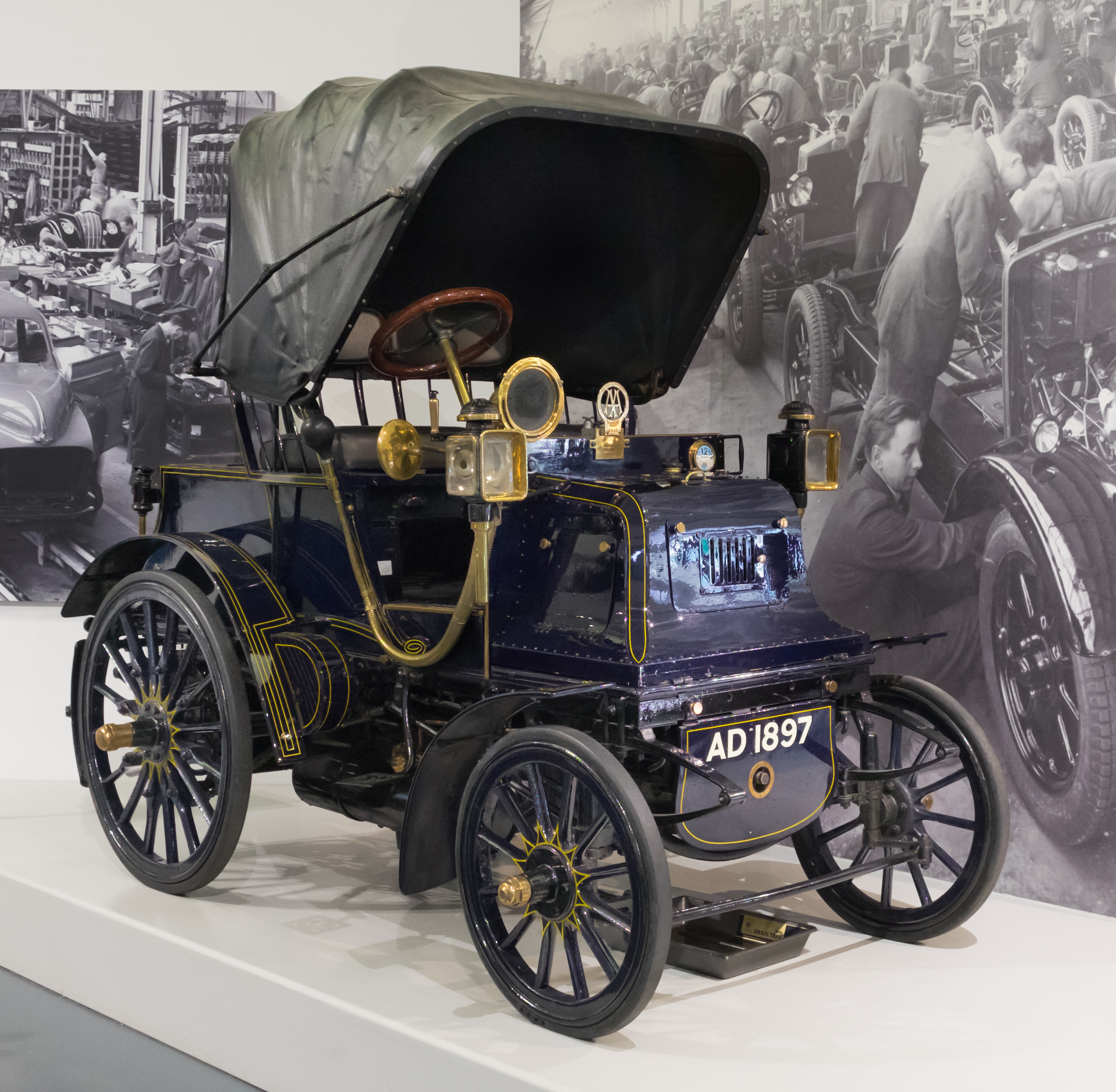
Daimler Grafton Phaeton uit 1897

Een phaeton is een carrosserievorm voor een open auto zonder vaste bescherming tegen weersomstandigheden, die populair was van het begin van de twintigste eeuw tot de jaren dertig. Het is het auto-equivalent van de lichtgewicht phaeton paardenkoets. Met de opkomst van gesloten wagens en cabriolets in de jaren dertig verloor de phaeton aan populariteit.

## Historiek
De benaming phaeton werd historisch gebruikt voor een lichte, open koets met vier wielen. Met de opkomst van de auto werd deze benaming ook toegepast op een lichte tweezitter met een minimaal koetswerk.
Een phaeton kon voorzien worden van een voorruit en een opvouwbaar of stijf dak als bescherming tijdens een rit in slechte weersomstandigheden. Zodra het dak op zijn plaats zat konden zijgordijnen of schermen toegevoegd worden die een bijkomende gedeeltelijke bescherming boden. Bij voertuigen met een motor voorin bevindt zich een duidelijk zichtbaar schot tussen de motorkap en het bredere passagierscompartiment. De tweezitter phaeton werd omstreeks 1910 vervangen door de tweezitter torpedo, waarvan de zijkant van de carrosserie gewoon doorliep.
Een phaeton verschilt van een cabriolet doordat er geen draai- of schuiframen in de deuren of de carrosserie zijn en er geen permanent dak aanwezig is. Daardoor hadden phaetons het voordeel dat ze veel lichter waren dan de stevige, weerbestendige cabriolets. Omdat de carrosserie van een phaeton volledig open was, was het gemakkelijk om een extra zitrij toe te voegen of te verwijderen wanneer er in de oorspronkelijke constructie nog ruimte voorzien was.

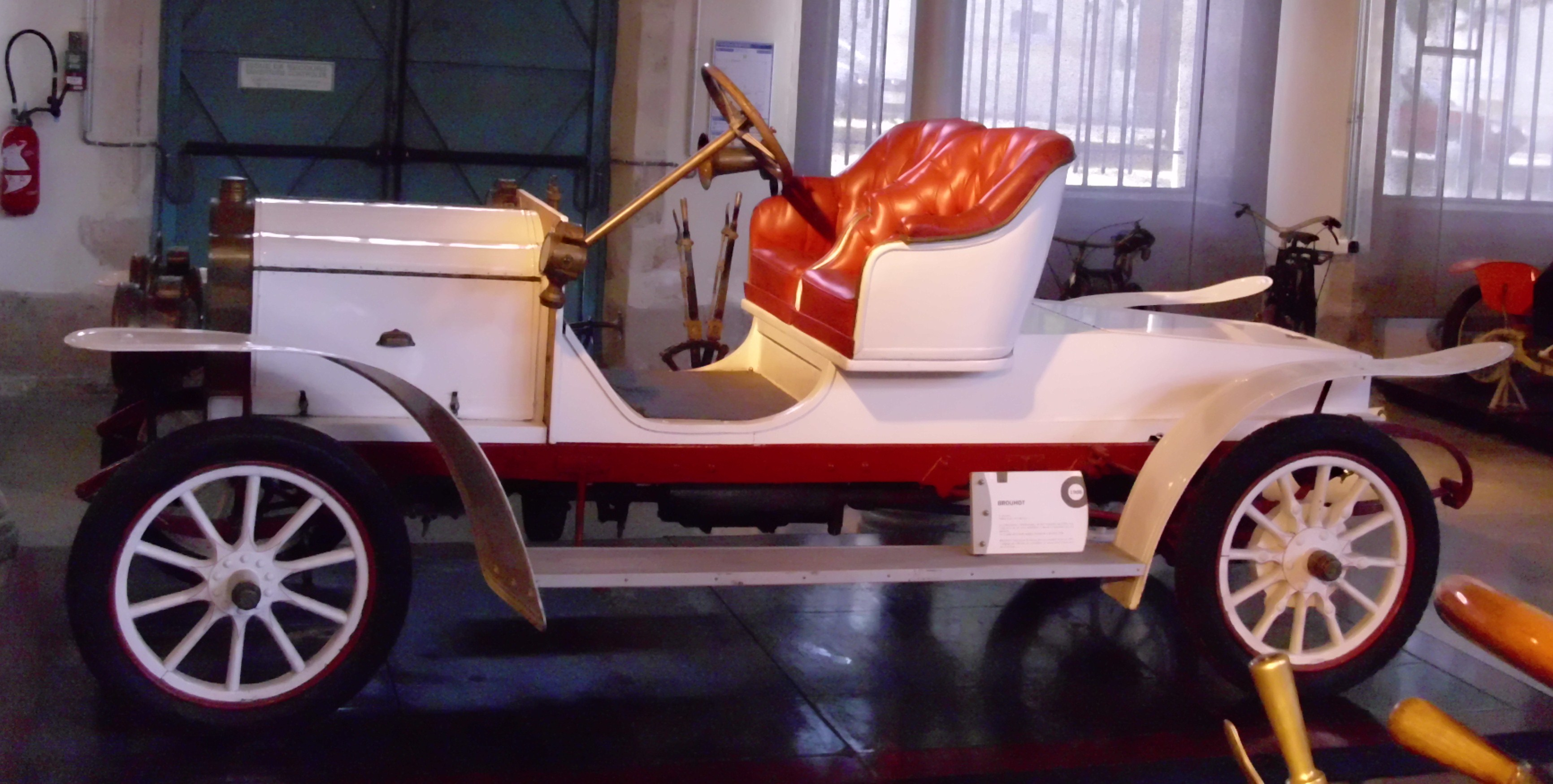
Brouhot uit 1906: phaeton zonder voorruit, deuren noch kap
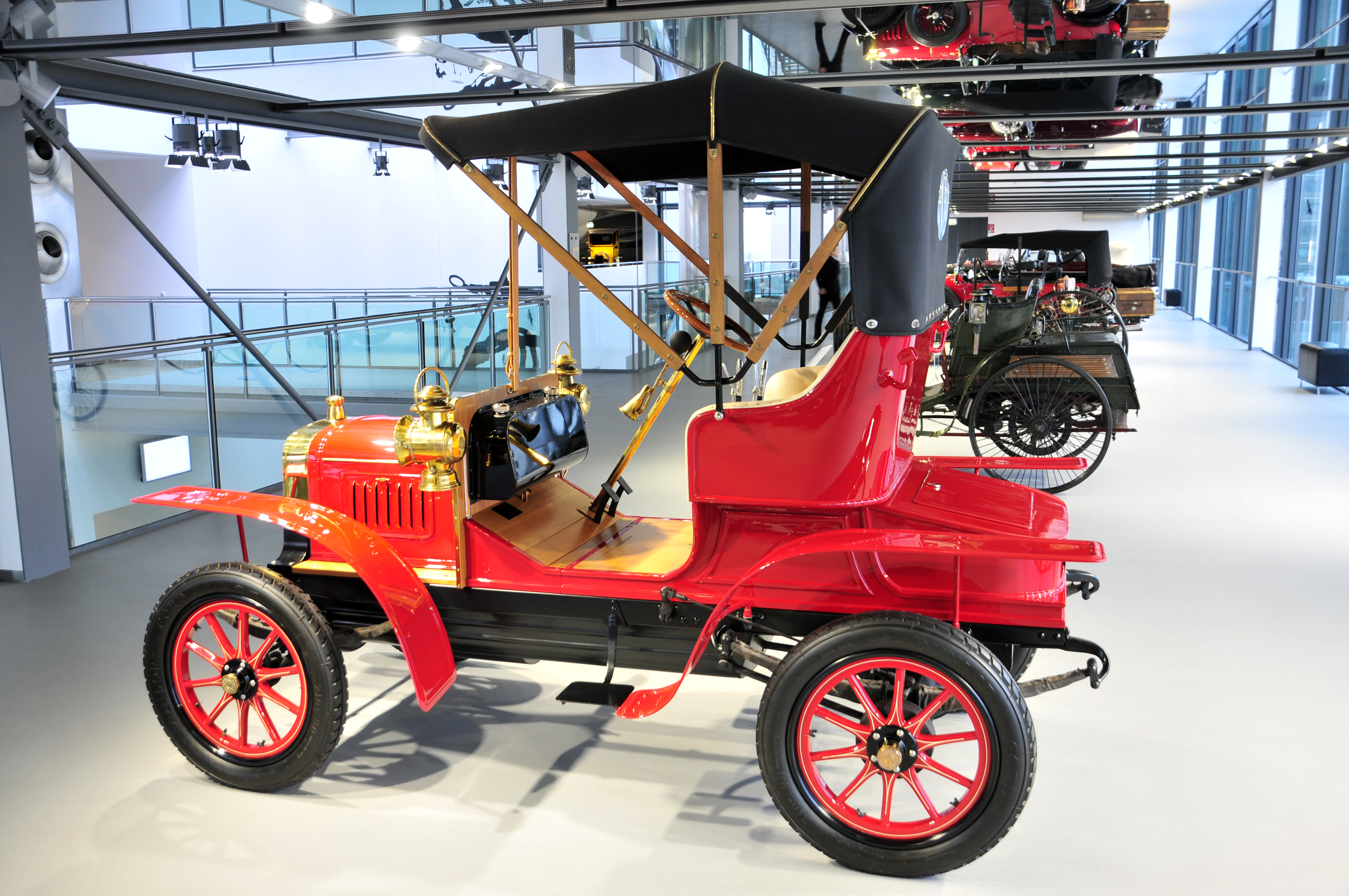
Laurin & Klement Type A: phaeton met kap
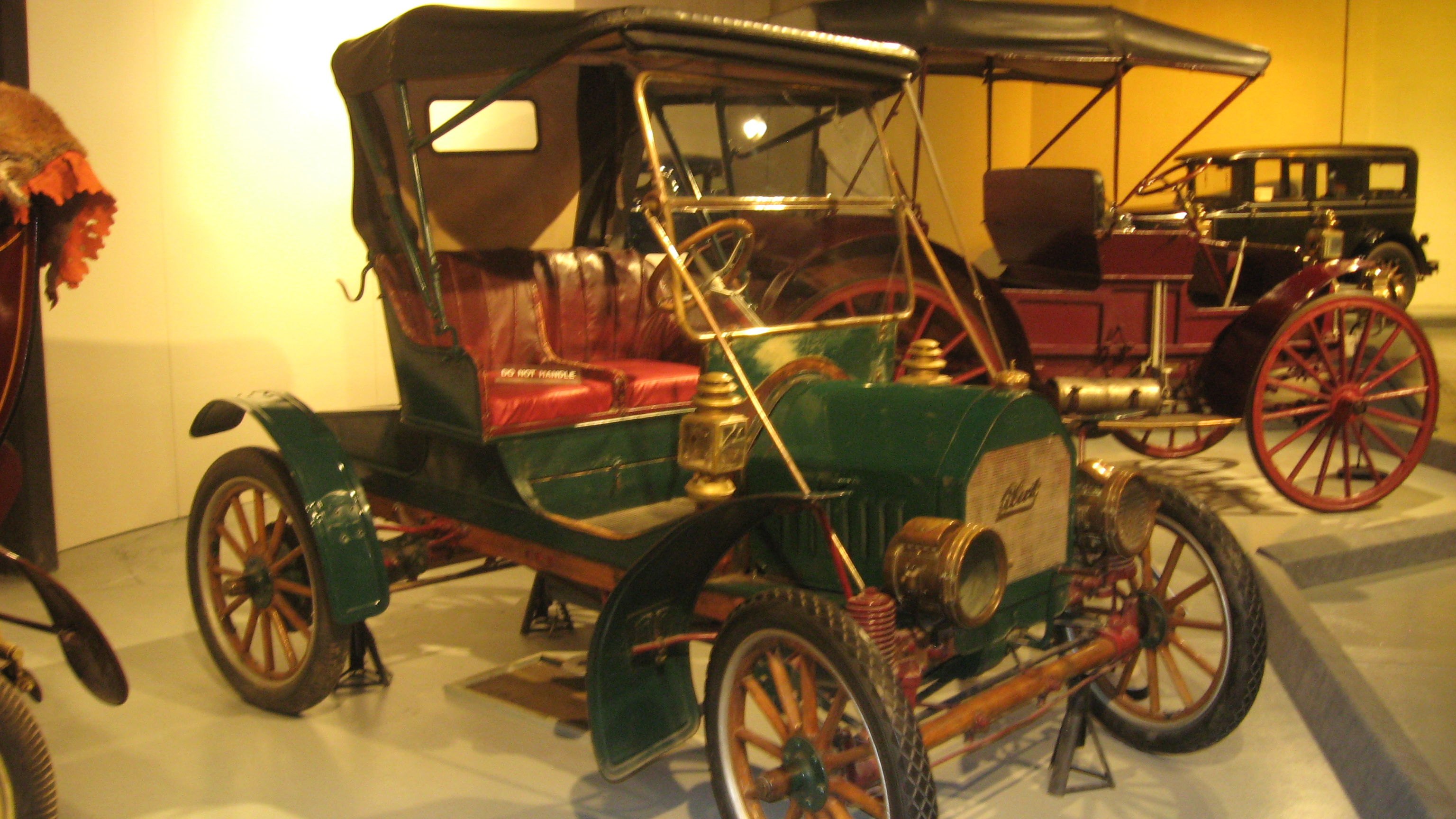
Brush Runabout uit 1912: phaeton met voorruit en kap maar zonder deuren
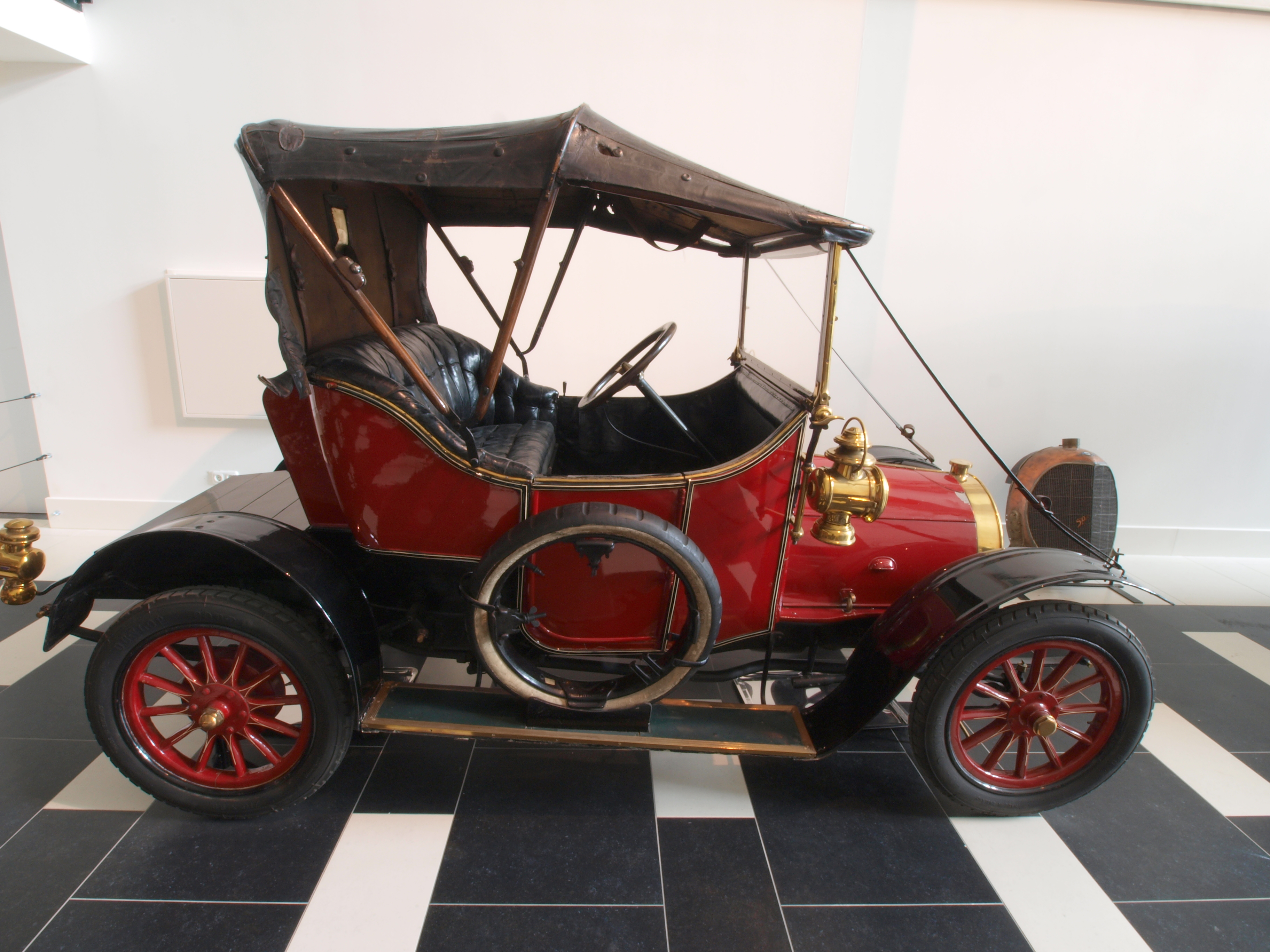
Spyker 7 HP uit 1912: phaeton met voorruit, deuren en kap
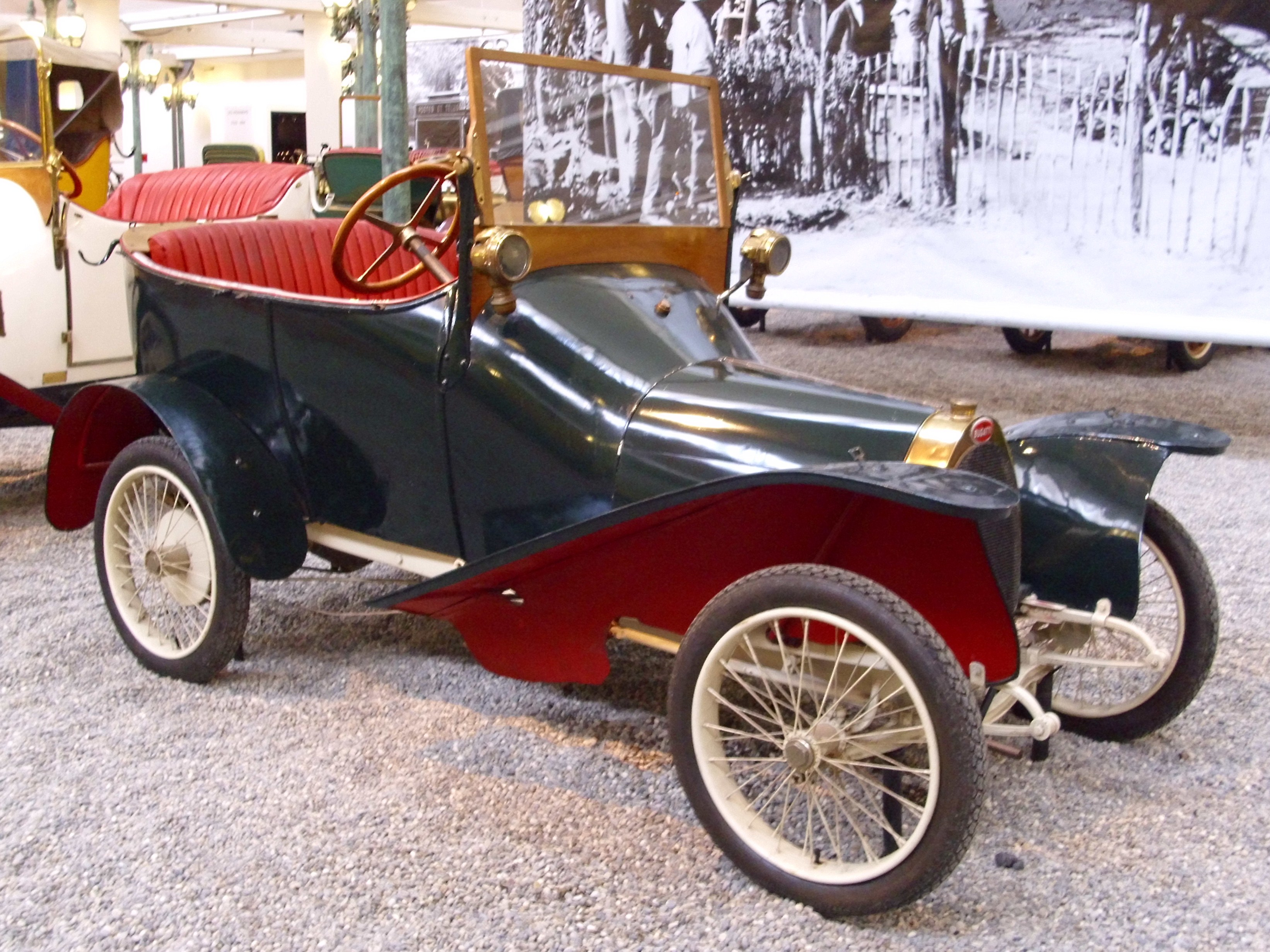
Bugatti Type 19 uit 1911: torpedo

## Dubbele en driedubbele phaetons
Er waren ook dubbele phaetons met twee rijen zetels, driedubbele phaetons of zelfs gesloten phaetons.
Na 1912 begon het Amerikaanse gebruik van de term het meest geassocieerd te worden met de driedubbele phaeton, die ruimte hadden voor drie rijen zetels, of ze nu alle drie geïnstalleerd waren of niet. Dit leidde er ook toe dat de term phaeton vergelijkbaar (en uiteindelijk uitwisselbaar) werd met de term open tourer.
De term werd ook specifiek gebruikt om een phaeton met dubbele kap aan te duiden. Dit is een carrosserievorm waarbij de achterste passagiers gescheiden werden van de bestuurder en de voorste passagiers door een kap of een tussenschot, vaak met een eigen opvouwbare voorruit.

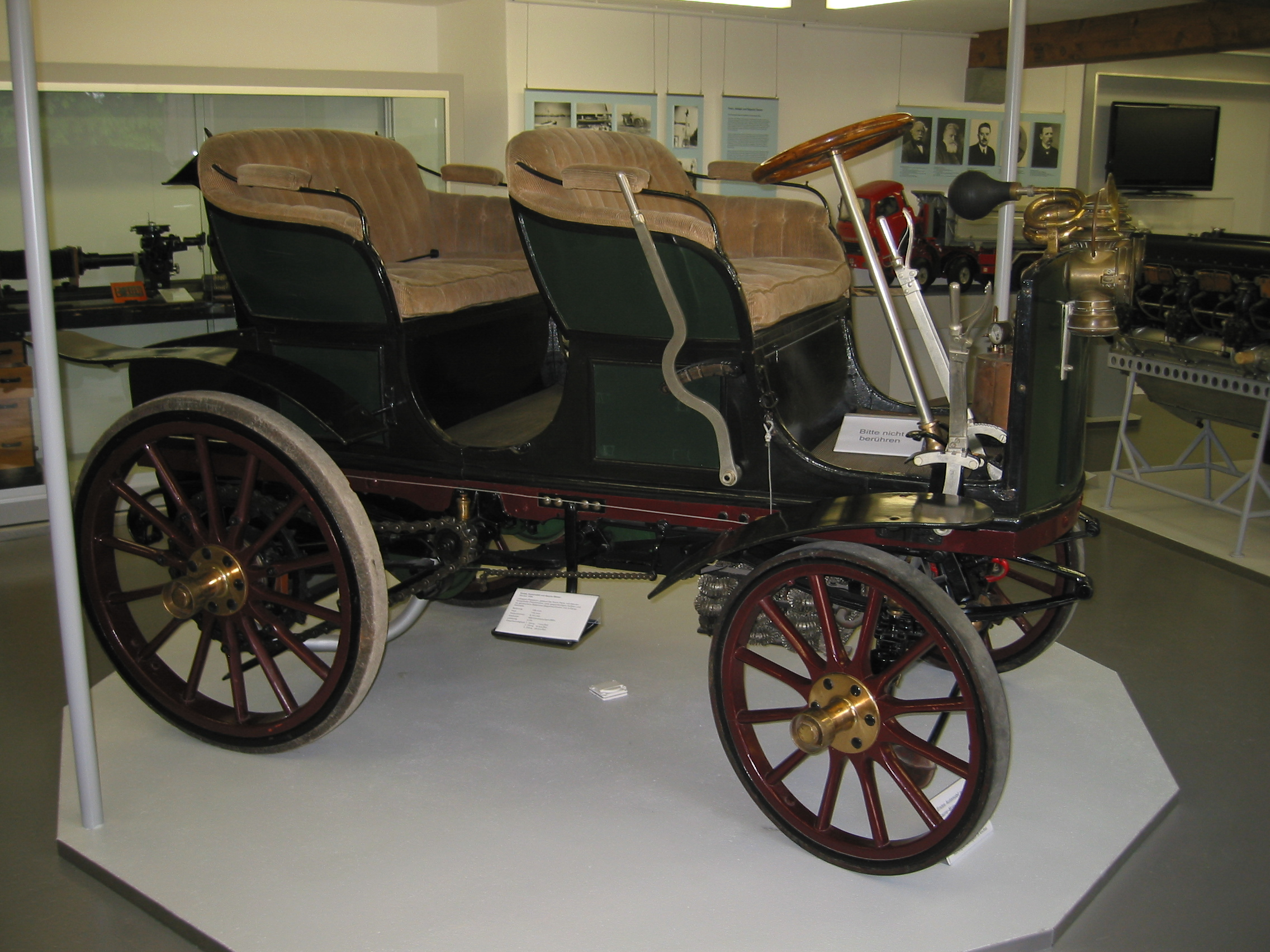
Koch uit 1898: phaeton zonder voorruit, deuren noch kap
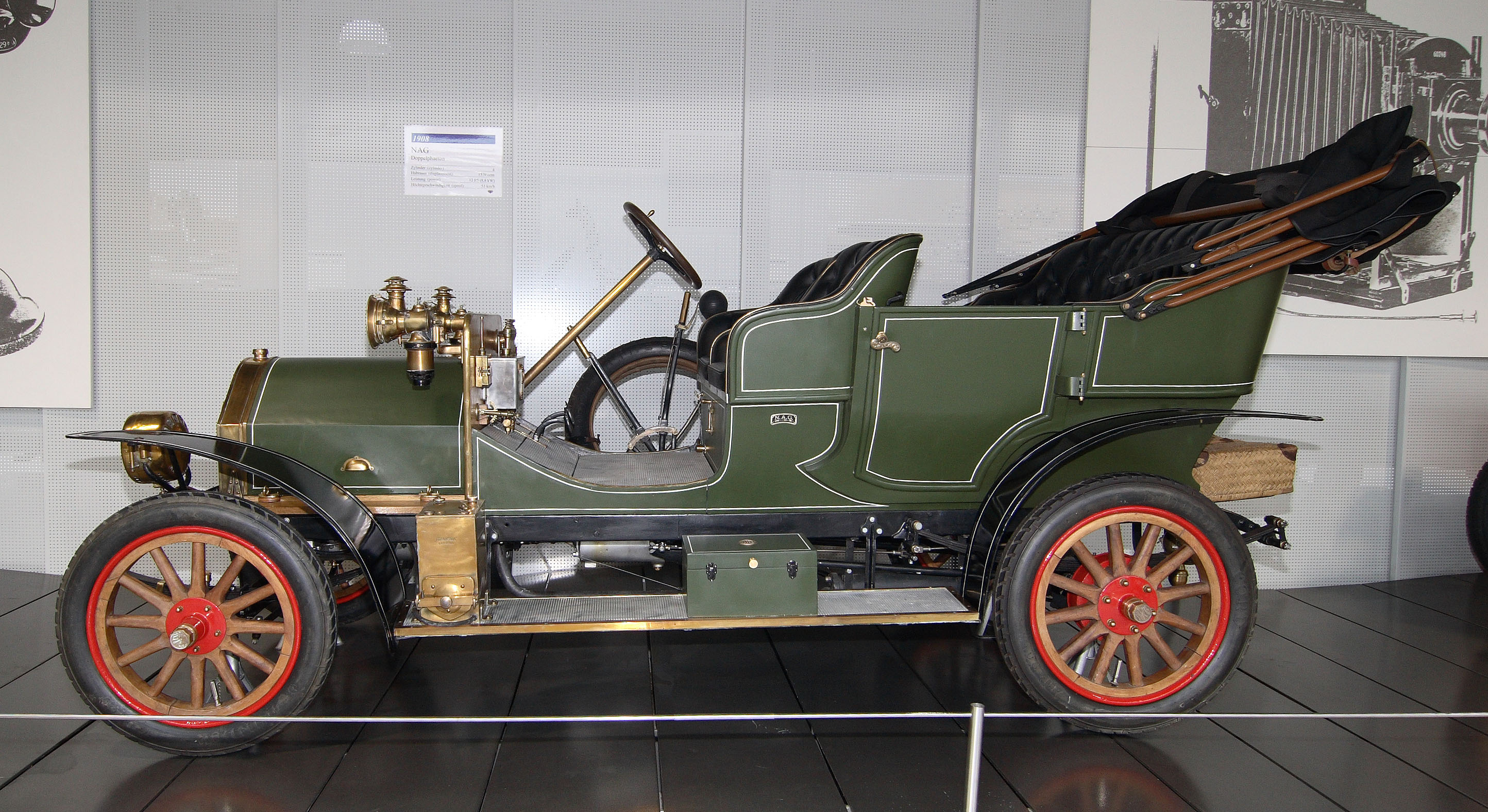
NAG uit 1908: phaeton zonder voorruit maar met achterdeuren en kap
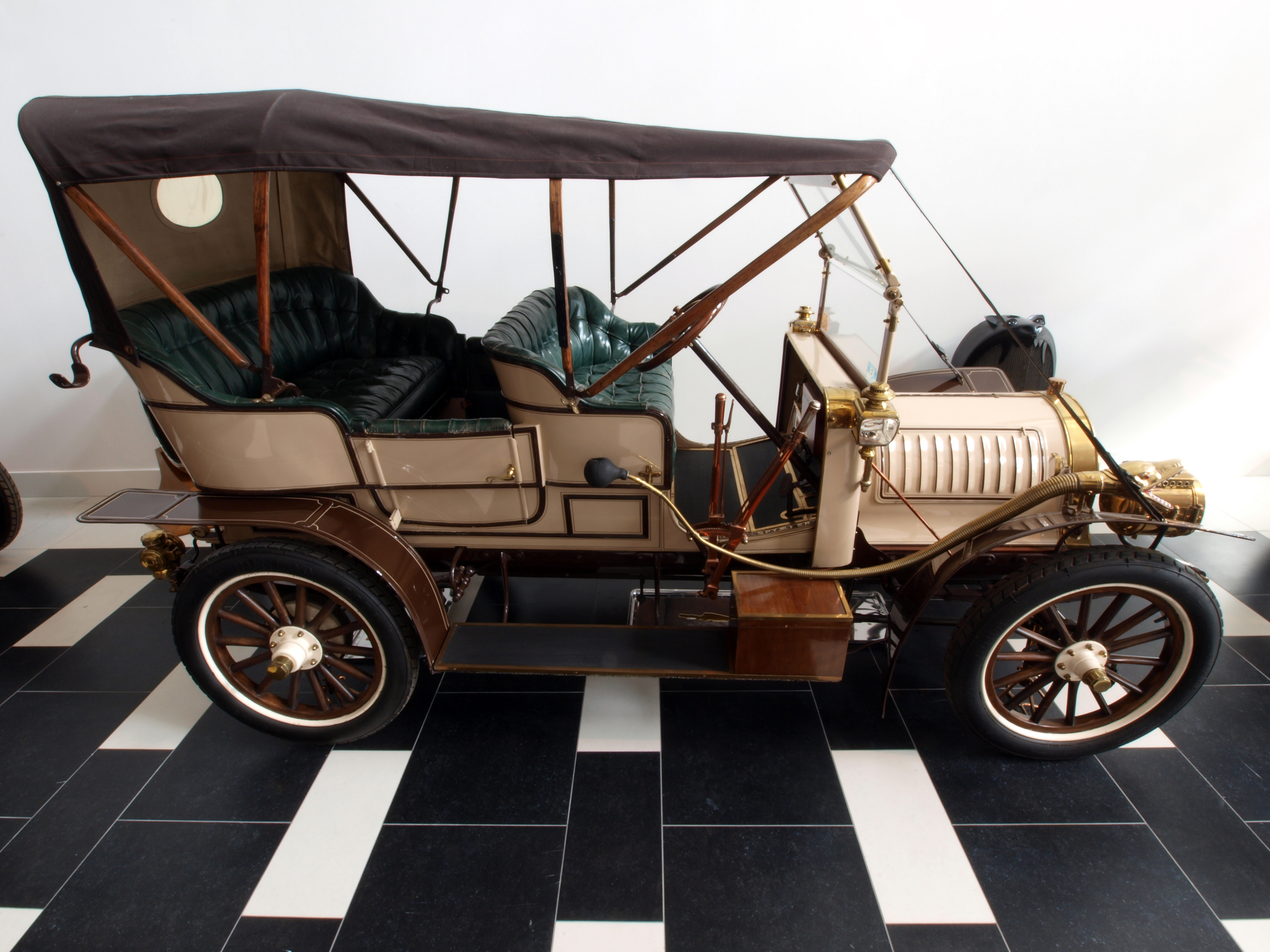
Spyker 15/22 HP uit 1907: phaeton met voorruit, achterdeuren en kap
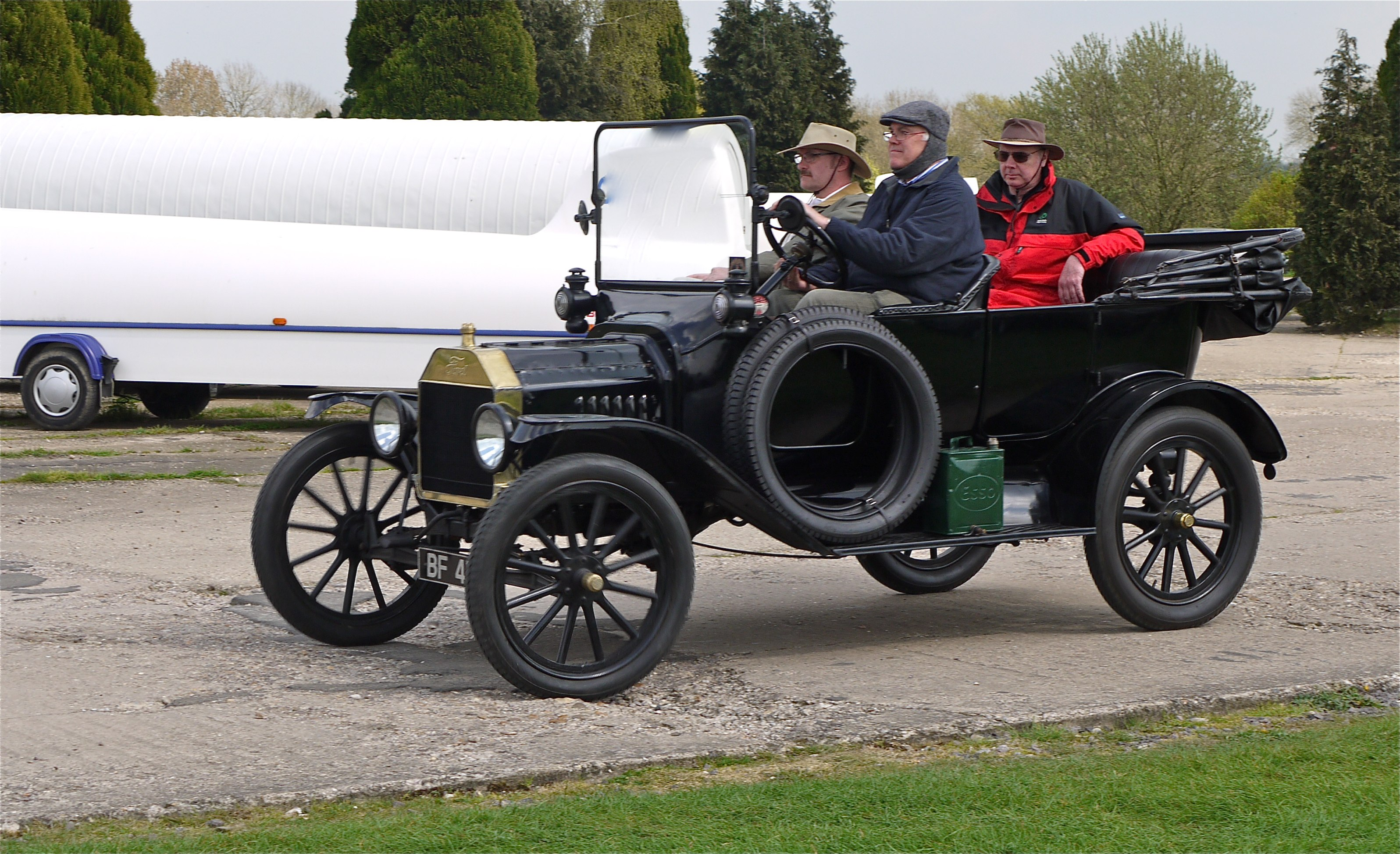
Ford Model T: open tourer met voorruit, doorlopende carrosserie en kap
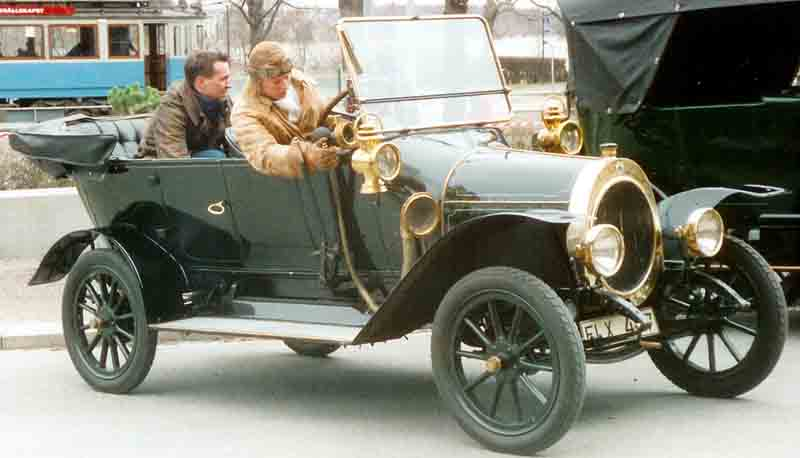
NAG K 2 6/18 PS Darling uit 1912: torpedo
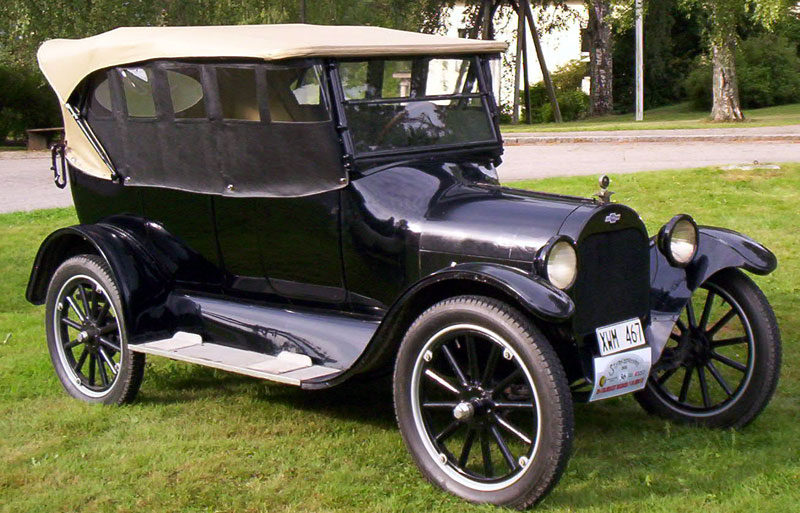
Chevrolet 490 Touring uit 1922 met zijgordijnen
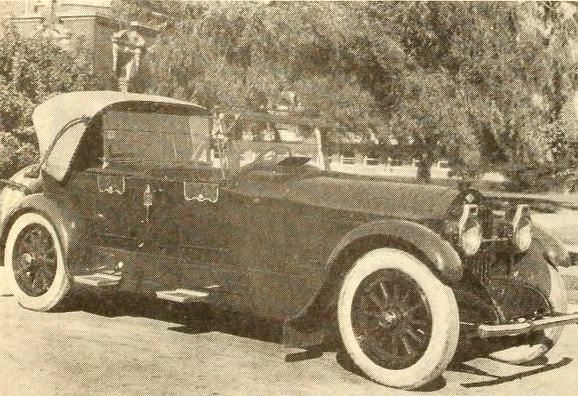
Locomobile Model 48 Sportif uit 1921 met een tweede voorruit voor de achterste passagiers

## Dalende populariteit

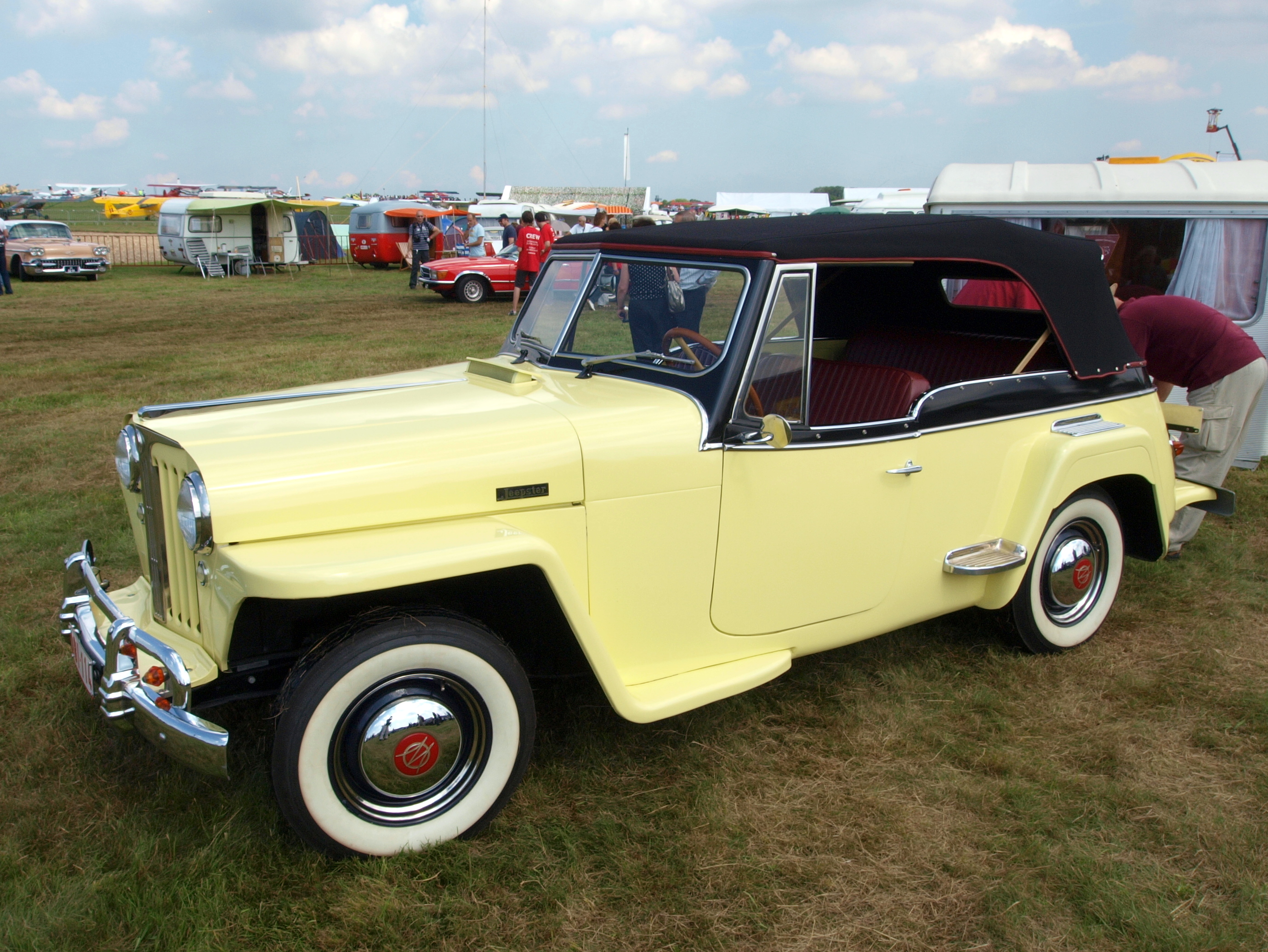
Willys-Overland Jeepster uit 1948

De phaeton en de open tourer waren populaire carrosserievormen tot in de jaren dertig van de vorige eeuw, waarna ze grotendeels vervangen werden door de cabriolet, die naast een opvouwbaar dak ook over zijruiten beschikte zodat de auto volledig kon worden afgesloten.
De Willys-Overland Jeepster uit 1948 was de laatste echte phaeton die door een grote Amerikaanse autofabrikant op de markt werd gebracht. Deze wagen vloeide voort uit de militaire Jeep bekend uit de Tweede Wereldoorlog en was voorzien van een stoffen kap en plastic zijgordijnen in plaats van glazen zijramen. De Jeepster Phaeton was echter een relatief duur nichevoertuig waarvan slechts een beperkt aantal exemplaren verkocht werd.

## Phaeton als modelnaam
Eind jaren dertig bood Buick een "Convertible Phaeton" aan, die in feite een vierdeurs cabriolet was met oprolbare zijramen in de deuren zodat de auto volledig afgesloten kon worden.
Tijdens het modeljaar 1956 bracht Mercury de vierdeursversies van zijn Montclair en Monterey sedans op de markt als "phaetons".
In 2004 gaf Volkswagen de naam Phaeton aan zijn nieuw topmodel. De Volkswagen Phaeton was echter een typische vierdeurssedan.

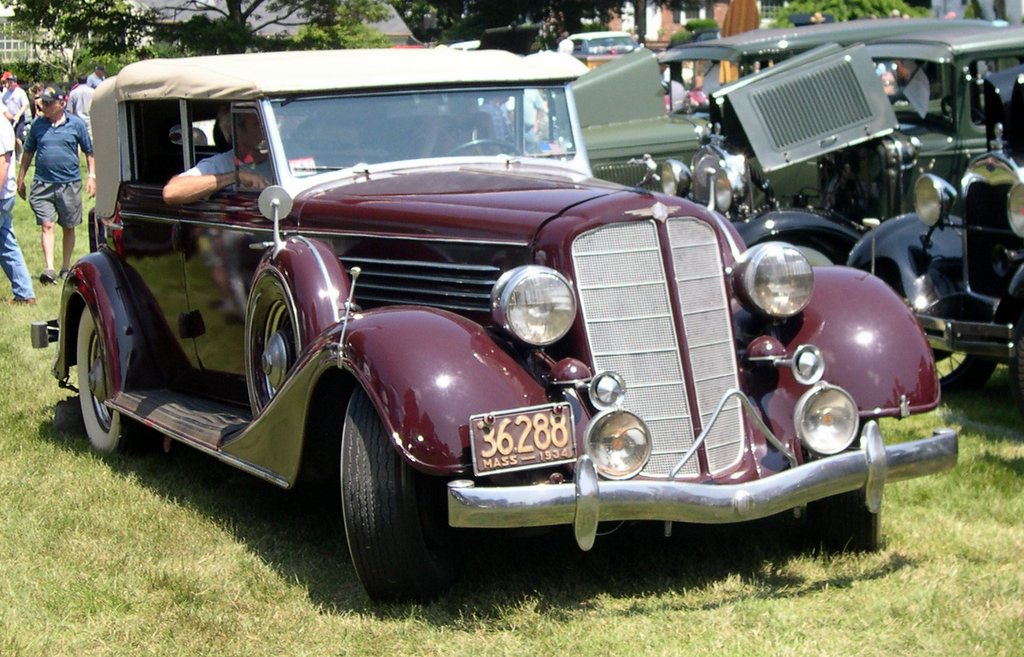
Buick "Convertible Phaeton" uit 1934
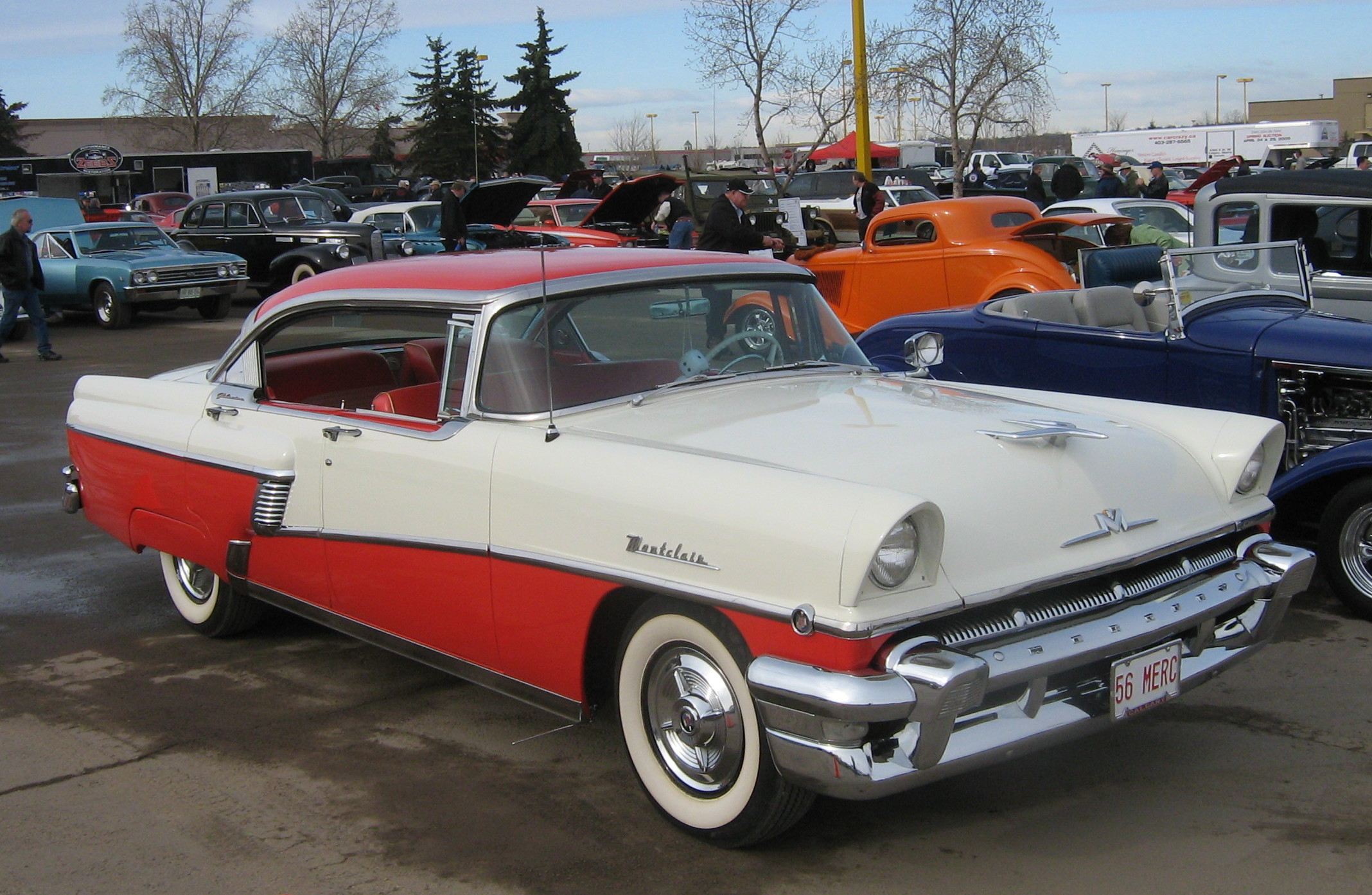
Mercury Montclair Phaeton vierdeurssedan uit 1956
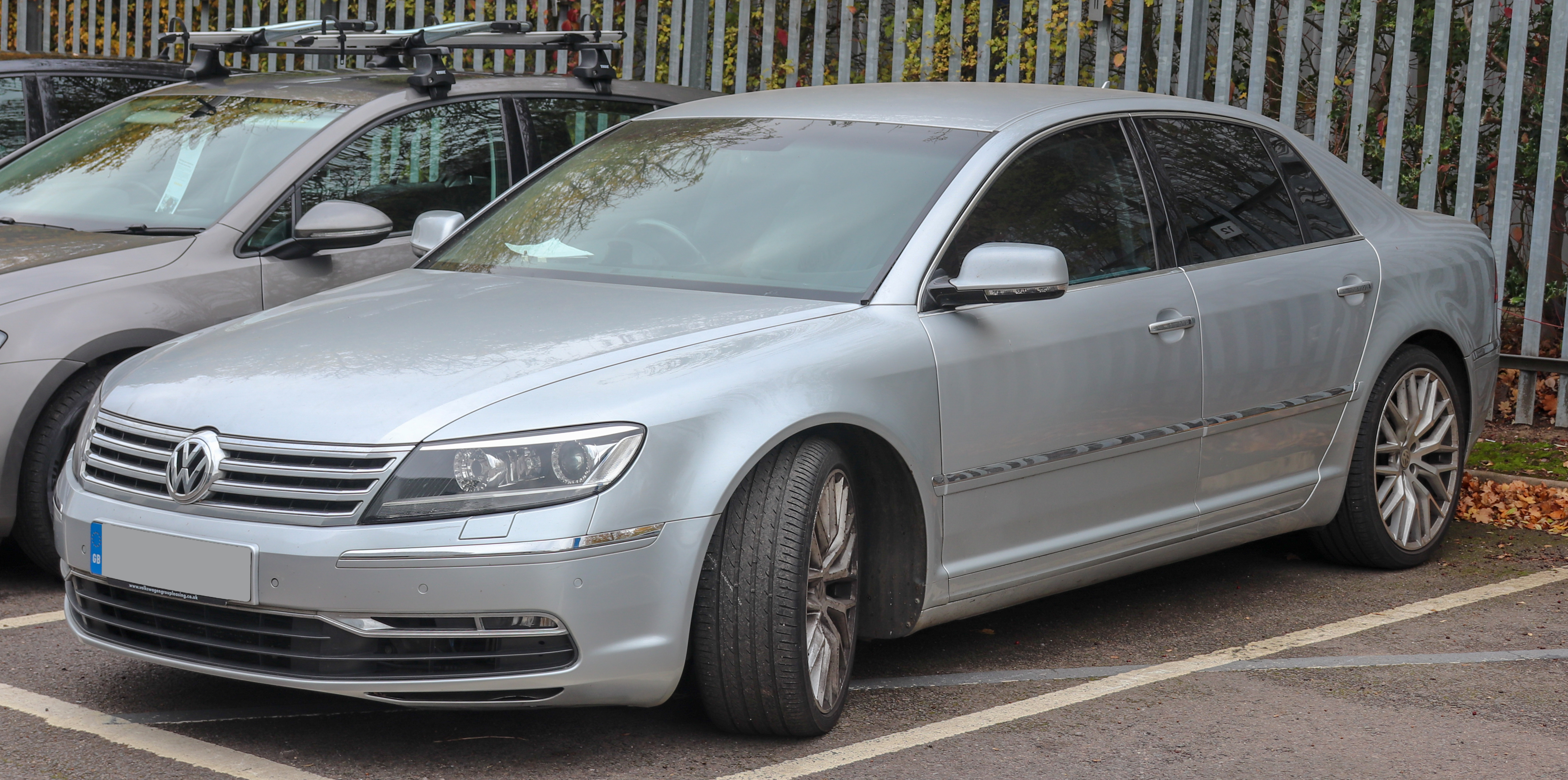
Volkswagen Phaeton vierdeurssedan uit 2013